# Ćerpič
Ćerpič je nepečena opeka.
Naziv za pečenu opeku adobe od srednjoegipatskog dj-b-t "blato [i.e., na suncu sušena] opeka," preko koptskog tobe pretvorilo se u arapski at-tub (الطّوب ;  opeka od blata, što su Španjolci posudili u obliku adobe, da bi u istom obliku ušla u engleski - naziv za oblik nepečene opeke - ćerpiča sušenog na suncu, nekad uobičajen za izgradnju nastambi koje su imale i do pet katova među plemenima pueblo kulture u Arizoni, i Novom Meksiku, te među nekim plemenima Meksika (Acaxee). 
Adobe-opeke proizvodile su se miješanjem gline i vode uz dodatak granularnog (pijesak) i organskog (slama, etc) materijala, nakon čega su ostavljane na suncu da bi se sušile. 
Adobe-opeka osim među Indijancima bila je poznata i na Srednjem istoku i Sjevernoj Africi, a najveća struktura proivedena od adobe je citadela Arg-é Bam. 

## Vanjske poveznice
- Authentic Adobe Brick Construction